# اهتداء مريم المجدلية
اهتداء مريم المجدلية لوحة زيتية، عمل مبكر لفنان عصر النهضة الإيطالي ومقره في البندقية ، باولو فيرونيز (1528-1588). اشتهر بلوحاته الفخمة بأسلوب مثير وملون. يرجع تاريخها إلى حوالي عام 1545-1548 ، وقد تم تكليف هذه اللوحة من قبل راعي نبيل أرستقراطي في فيرونا.